# デヴィッド・デュークス
デヴィッド・デュークス（David Dukes、1945年6月6日 - 2000年10月9日）は、アメリカ合衆国の俳優。

## 出演作品
- スティーヴン・キングのローズレッド
- LAW & ORDER　ロー＆オーダー
- ファイナル・サンクション
- ザ・プラクティス/ボストン弁護士ファイル
- ゴッド・アンド・モンスター
- 殺人者はハリウッドがお好き!?
- F.L.E.D./フレッド
- ノーマ・ジーンとマリリン
- 子宮の蠢き
- 実録・悪の華／未亡人マリー
- 裸の女王／ジョセフィン・ベイカー・ストーリー
- ミッドナイト・ブレイカー
- スノー・ハンター／雪原の標的
- ルタンガ発、トップ・シークレット
- 侍女の物語
- いくつもの朝を迎えて
- ダイヤモンド・アイ
- 野獣女刑事
- 天使とデート
- メンズクラブ/真夜中の情事
- ロウヘッド・レックス
- ケインとアベル／権力と復讐にかけた男の情熱
- ＳＰＡＣＥ／宇宙への旅立ち
- ジョージ・ワシントン
- 新センチメンタル・ジャーニー
- 戦争の嵐
- 天使の失踪
- アメリカン・ビューティー
- 泣かないで
- 第一の大罪
- リトル・ロマンス
- 激突!!燃える大彗星
- 惨事！ビル大火災
- 西部をめざせ
- 愛の嵐に